# Moses Coit Tyler

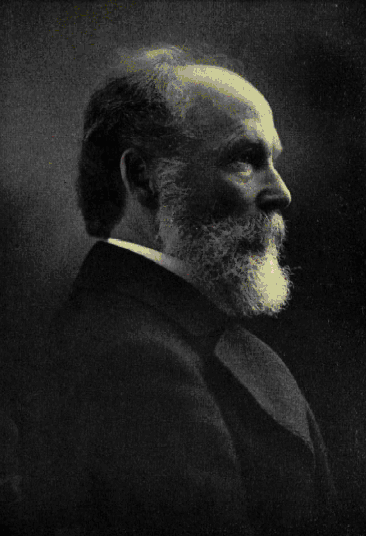
Moisés Coit Tyler

Moses Coit Tyler (2 de agosto de 1835 – 28 de diciembre de 1900) fue un profesor de historia americana y escritor norteamericano.

## Biografía
Moisés Tyler nació en Griswold, Connecticut. Se mudó con sus padres a Detroit, Míchigan siendo aún niño. En 1853 ingresó en la Universidad de Míchigan, pero al año siguiente se trasladó al Yale College de la Universidad de Yale, donde fue miembro  de la sociedad secreta Skull and Bones y donde se graduó, obteniendo el Bachelor of Arts en 1857, y el Master of Arts en 1863. Estudió para el ministerio de la Iglesia congregacional en la Divinity School de Yale (1857–1858) y en el Seminario Teológico Andover (1858–1859), y llevó una oficina pastoral en Owego, Nueva York, entre 1859 y 1860 y en Poughkeepsie entre 1860 y 1862.
En 1862 adoptó "Coit" como segundo nombre a petición de su primo el Dr. Daniel T. Coit de Boston.
Debido a su frágil salud y a un cambio en sus creencias teológicas,  abandonó la clerecía. Se interesó por el entrenamiento físico, y durante algún tiempo (parte en Inglaterra) dio lecciones y escribió sobre el tema, junto con otros trabajos periodísticos. En 1867 se convirtió en profesor  de literatura y lengua inglesa de la Universidad de Míchigan, y se mantuvo en el puesto hasta 1881, exceptuando el periodo entre 1873 y 1874 en que fue editor literario  de la Unión Cristiana; desde 1881 hasta su muerte en 1900 en Ithaca, Nueva York,  fue profesor  de historia americana de la Universidad Cornell y presidente del Departamento de Historia. Tyler fue elegido miembro  de la American Antiquarian Society en 1879.
En 1881 se ordenó diácono de la Iglesia Episcopal y en 1883 sacerdote, pero nunca emprendió labores parroquiales. Sus obras más importantes son la valiosa y original History of American Literature during the Colonial Time, 1607-1765 (2 volúmenes, 1878; revisada en 1897), y Literary History of the American Revolution, 1763-1783 (2 vols, 1897). Complementaria a estos dos obras es Three Men of Letters (1895), que contiene capítulos biográficos y críticos sobre George Berkeley, Timothy Dwight y Joel Barlow.
Publicó también:
- The Brawnville Papers (1869), una serie de ensayos sobre cultura física.
- Una revisión del Manual of English Literature (1879) de Henry Morley.
- In Memoriam: Edgar Kelsey Apgar (1886), autopublicado.
- Patrick Henry (1887), una biografía excelente de la serie "Hombres de estado americanos"
- Glimpses of England; Social, Political, Literary (1898), una selección de sus apuntes tomados durante su estancia en el extranjero.

Véase "Moses Coit Tyler," del Profesor William P. Trent, en The Forum (agosto de 1901), y un artículo del Profesor George L Burr, en el Annual Report of the American Historical Association for 1901 (vol. i.).